# Coccomyces dimorphus
Coccomyces dimorphus är en svampart som beskrevs av S.W. Liang, X.Y. Tang & Y.R. Lin 2000. Coccomyces dimorphus ingår i släktet Coccomyces och familjen Rhytismataceae.   Inga underarter finns listade i Catalogue of Life.